# تابستان نوسانی
تابستان نوسانی (به انگلیسی: A Swingin' Summer) فیلمی محصول سال ۱۹۶۵ و به کارگردانی رابرت اسپار است. در این فیلم بازیگرانی همچون راکل ولش و جیمز استیسی ایفای نقش کرده‌اند.